# Hasan Dağı
Hasan Dağı (antický název Argaios nebo Argeiopolis Mons) je dvouvrcholový stratovulkán ve střední Anatolii, na hranici provincií Aksaray a Niğde v oblasti Kappadokie v Turecku.
S nadmořskou výškou 3268 m je druhou nejvyšší horou Střední Anatolie.

## Přístup
Pěší výstup je možný z vícero směrů a trvá až 6 hodin.[zdroj?] Z vrcholu je široký výhled na pohoří Taurus, anatolskou vrchovinu s horou Tuz a Kappadokii. Kolem ležící vesnice mají ty nejčistší zdroje vody. Výchozími body výstupu na vrchol jsou Helvadere a Karkın.